# Relations entre l'Arabie saoudite et la France
Les relations entre l'Arabie saoudite et la France remontent au XIXe siècle avec l’ouverture d’un premier consulat français à Djeddah en 1841, et se concrétisent dès la proclamation officielle de la constitution du Royaume le 31 août 1926 par Abdelaziz ibn Saoud.
Avec d’autres puissances, la France reconnaît directement la légitimité de l'Arabie saoudite et de ses frontières avant même la déclaration officielle de l’État saoudien en 1932. À partir de la seconde moitié du XXe siècle, les relations diplomatiques entre les deux pays se densifient à la suite de la rencontre entre le président Charles de Gaulle et le roi Fayçal ben Abdelaziz Al Saoud en 1967. En 2014, les relations diplomatiques, commerciales et culturelles sont bonnes. L’Arabie saoudite est le premier partenaire commercial de la France dans le Golfe, et le troisième investisseur étranger dans le royaume.

## Histoire

### Relations entre l’Europe et la péninsule arabique avant 1932
L'État saoudien en tant que tel trouve sa source en 1744 lorsqu’une alliance est scellée entre le patriarche Mohammed Ibn Saoud et Mohammed ben Abdelwahhab. Le territoire est alors soumis à la domination ottomane. Ce sont donc les Égyptiens menés par Mohammed Ali qui vont tenter de reconquérir la péninsule arabique. S'ensuivent des conquêtes et des pertes de territoires entre les Ottomans et les al Saoud. À cette époque, la France lancée par la révolution industrielle conquiert des territoires arabes comme l'Algérie, et en place d'autres sous protectorat, à l'instar de la Grande-Bretagne.
Ibn Saoud reprend Riyad aux Chammar en 1902. Les Saoud entreprennent une prise de pouvoir progressive tout d'abord face à l'Empire ottoman durant la Première Guerre mondiale, se rangeant alors du côté des Britanniques puis face à Hussein ben Ali en 1919. Grâce à la reconnaissance de la France, de la Grande-Bretagne et de l'URSS, Ibn Saoud parvient à concrétiser et légitimer à l'international ses conquêtes, et affirme les frontières de son Royaume en 1932. La France reconnait dès mars 1926 la souveraineté saoudienne, mais s'en tient essentiellement à des relations formelles.

### État saoudien après 1945
En 1945, Ibn Saoud conclut le Pacte du Quincy avec les États-Unis. Dès lors, l'Arabie saoudite bénéficie de la protection militaire américaine en échange d'un accès prioritaire au pétrole. Cette alliance, décisive face à la montée des nationalismes et durant la guerre froide, se poursuit aujourd'hui. La France ne constitue pas à cette époque une grande alliée du Royaume. Durant l'entre-deux-guerres, la France privilégie ses relations avec le Liban et la Syrie, placés à l'époque sous protectorat français.
En 1963, le premier accord de coopération culturelle et technique entre les deux pays est signé.

### 1967 à 2007: intensification des relations
À partir de la Cinquième République, les liens entre la France et l'Arabie saoudite s'intensifient et s'étoffent notamment autour du conflit israélo-palestinien où la France se range aux côtés de la cause palestinienne tandis que les États-Unis, alliés historiques des Saoudiens, se rangent du côté israélien.
À la suite direct de la guerre d'Octobre 1973 et du premier choc pétrolier, Pierre Messmer, alors Premier ministre, va, en passant outre aux canaux diplomatiques traditionnels, traiter directement avec le roi Fayçal d’Arabie pour s’assurer des approvisionnements en pétrole français. Il mandate le général Hugues de l'Estoile alors directeur des affaires internationales au ministère des armées pour négocier ce memorandum. Ces entrevues secrètes aboutissent à ce que le Premier ministre appelle « une coopération importante et de longue durée ». L'accord est divisé en deux. D'abord, un contrat cédant aux deux sociétés françaises Elf-Erap et la CFP 27 millions de tonnes de pétrole à livrer de 1974 à 1976, « pour un prix raisonnable ». Ensuite, un deuxième accord, plus important prévu de 1977 à 1990 qui prévoyait la fourniture par l’Arabie saoudite à la France de 35 à 60 millions de tonnes de pétrole par an. En contrepartie, les compagnies pétrolière françaises iraient construire, en Arabie saoudite, une raffinerie d’une capacité de 10 millions de tonnes, gèreraient le transport des produits raffinés, construiraient des installations pétrochimiques et lanceraient des recherches minières. Le memorandum est signé le 30 novembre 1973. Mais la nature de ces accords est révélée par Henry Kissinger qui dévoile la coopération secrète et critique publiquement la France, qu’il dénonce vouloir rompre la solidarité européenne.
Les relations franco-saoudiennes prennent une autre dimension sous la présidence de Valéry Giscard d'Estaing et sous le règne de Khaled ben Abdelaziz Al Saoud. À partir des années 1970, la France et l’Arabie saoudite commencent à développer une coopération tant militaire qu’économique et nucléaire. L'événement qui incarne la concrétisation de cette coopération est celui de la prise de la Grande Mosquée de La Mecque le 20 novembre 1979. Le roi sollicite l’aide du GIGN français afin de collaborer avec les forces de sécurité saoudiennes. Ensemble, ils parviennent à mettre fin à la prise d’otage. À la suite de cet évènement, des contrats militaires tels que Sawari 1 sont mis en place dans les années 1980,.
Les mandats de François Mitterrand en 1981 et de Jacques Chirac en 1995 vont dans le même sens d'une entente positive entre le Royaume saoudien et la France. Le soutien de cette dernière à l'Irak et aux pays du Golfe dans la guerre Iran-Irak de 1980-1988, puis contre l'Irak lors de l'invasion du Koweït pérennise la relation entre la France avec l'Arabie saoudite, À la suite des attentats du 11 septembre 2001, les relations américano-saoudiennes se dégradent fortement. Jacques Chirac se rend à Riyad en mars 2006, au moment où les relations entre l'Arabie saoudite et le reste du monde sont fragilisées, et réaffirme son soutien à Abdallah ben Abdelaziz Al Saoud.

### Relations depuis 2007

#### Mandat de Nicolas Sarkozy
La France, durement touchée par la crise de 2008, est attirée par le dynamisme des monarchies du Golfe et notamment du Qatar. L'émir Hamad ben Khalifa Al Thani est le premier chef d'État étranger à être reçu par Nicolas Sarkozy peu après son élection de mai 2007. Les relations franco-saoudiennes se limitent durant cette période à un formalisme cordial et des relations beaucoup plus distantes que celles qui liaient Jacques Chirac au roi Abdallah.
En 2011, le Printemps arabe redéfinit les rapports de force et les puissances occidentales sont confrontées à l’instabilité de leurs partenaires au Maghreb et au Proche-Orient. Les États du Golfe, considérés comme stables, attirent à ce moment les puissances occidentales.
Si les échanges économiques diminuent substantiellement entre la France et l'Arabie saoudite sous le quinquennat de Nicolas Sarkozy, le président français affirme néanmoins son attachement à la culture saoudienne.

#### Mandat de François Hollande
Élu en 2012, François Hollande prend la suite de la politique étrangère de Nicolas Sarkozy en privilégiant les partenaires du Golfe, jugés plus stables sur le plan politique et économique. Il opère un rééquilibrage des relations avec l'Arabie saoudite par rapport au Qatar. Pour restaurer les liens entre les deux pays, François Hollande réserve au roi Abdallah sa première visite dans le Golfe en tant que président de la République,. Il renouvelle l'expérience un an plus tard, entérinant une entente chaleureuse entre les deux pays. Les relations franco-saoudiennes bénéficient aussi à cette époque du regain des tensions entre l'Arabie saoudite et les États-Unis, dû au rapprochement américain avec l'Iran.
Abdallah ben Abdelaziz Al Saoud utilise la France comme un challenger diplomatique, militaire et commercial vis-à-vis des Britanniques et des Américains, il soigne aussi les relations avec la présidence de François Hollande après que son prédécesseur Nicolas Sarkozy (2007-2012) a porté à leur apogée l'alliance franco-qatarie, Doha restant un concurrent, voire un adversaire de Riyad dans la région,.
Trois visites de délégations françaises mais aussi de François Hollande dans le Royaume saoudien sont organisées en 2015. En mai 2015, François Hollande est invité à assister au sommet du Conseil de coopération du Golfe par l'Arabie saoudite, une première dans la mesure où aucun autre chef d'État occidental n'avait jamais été ainsi accueilli à ce sommet. À l'occasion de la visite du Prince Mohammed ben Nayef Al Saoud en France en 2016, François Hollande le décore de la légion d'honneur. La politique étrangère de François Hollande vise à replacer l'Arabie saoudite au centre des relations moyen-orientales.
Les investissements français en Arabie saoudite se multiplient en 2015, et sont accompagnés de plusieurs contrats d'armement,.
En 2016, l'Arabie saoudite organise un colloque au Sénat français pour mettre en avant positivement son rôle. L'Arabie saoudite cherche à lutter contre son image de sponsor du terrorisme. Le royaume est aidé en France par quatre agence de communication : Publicis, Image 7, Edile Consulting et une quatrième non nommée.

#### Mandat d’Emmanuel Macron
L’élection d’Emmanuel Macron coïncide avec la perte de territoires et la chute progressive de l’organisation dite État islamique, aussi ce dernier entame le dialogue très tôt avec ses homologues moyen-orientaux en vue de préparer l’après-Daech,. En novembre 2017, il profite de son passage aux Émirats arabes unis pour effectuer une visite surprise à Mohammed ben Salmane.
Dans la même logique que ses prédécesseurs, Emmanuel Macron se positionne en défaveur de la politique régionale iranienne, et rappelle l’importance cruciale d’une stabilité politique au Liban en novembre 2017,. Avec Jean-Yves Le Drian, il met en place une collaboration avec les autorités saoudiennes en vue du déblocage de la situation du Premier Ministre libanais Saad Hariri, retenu à Ryad. Il prend aussi position à propos de la guerre du Yémen, dans laquelle la France est impliquée en soutenant militairement l'Arabie saoudite, insistant sur le fait que la France se tient disponible pour faciliter une sortie de crise et résoudre la situation humanitaire. En décembre 2017, Emmanuel Macron appelle Mohammed ben Salmane Al Saoud à lever le blocus imposé au Yémen par la coalition, et rappelle à cette occasion la condamnation par la France des tirs houthis à l’encontre de l’Arabie saoudite. La presse relève en 2021 qu'une proche conseillère du Premier ministre Jean Castex avait dirigé une opération de lobbying en faveur du royaume saoudien entre 2016 et 2020.

## Traités internationaux
Des lois et décrets sont conjointement signés entre l'Arabie saoudite et la France depuis 1963. Le premier, signé entre les deux pays le 7 juillet 1963, porte sur un accord de coopération culturelle et technique. Un ensemble de protocoles publiés entre 1982 et 1995 permet d'éviter les doubles impositions sur le revenu et sur les successions entre les deux pays. Une loi du 14 janvier 2004 encourage et protège réciproquement les investissements. En 2010, un accord est passé entre les deux pays en matière de coopération de défense civile et de sécurité intérieure. Entre 2012 et 2013, des accords de coopération sont passés dans le domaine de la santé et de la recherche scientifique, facilitant le transfert de connaissances et la formation du personnel spécialisé. Les deux gouvernements entérinent également un accord d'usage pacifique de l'énergie nucléaire par l'Arabie saoudite. Le 3 décembre 2024, la France et l'Arabie Saoudite signe neuf accords de coopération culturelle.
En 2016, la France et l'Arabie saoudite font part de leur souhait d'établir un accord pour faciliter les démarches d’obtention de visa.

## Liens économiques
La chute du prix du pétrole entre 2014 et 2015 fait basculer la balance commerciale entre la France et l'Arabie saoudite. En 2016, la France affiche une balance excédentaire pour la première fois depuis 2010. Si les importations saoudiennes sont essentiellement pétrolières, les exportations françaises sont plutôt orientées vers l'agro-alimentaire et les infrastructures.

### Dans le domaine civil

#### Investissements français sur le territoire saoudien
En 2014, les statistiques saoudiennes indiquent que le montant total des investissements direct à l'étranger (IDE) français en Arabie saoudite est de 15,3 milliards d’euros, positionnant la France au 3e rang des investisseurs étrangers dans le Royaume, derrière les États-Unis et le Koweït. Les investissements français sur le territoire saoudien sont permis grâce à la rénovation du cadre juridique due à l'entrée du Royaume dans l’OMC, qui permet le désengagement de l'État dans l'économie nationale et a donc permis d’attirer d’avantages d’IDE. Sur les 82 implantations françaises en Arabie saoudite, la majorité sont le fait de grandes sociétés, dont une part importante des groupes du CAC 40. Ces sociétés emploient environ 30 000 personnes dont 36 % sont d'origine saoudienne. Ces implantations françaises se font pour moitié sous forme de coentreprise en collaboration avec des entreprises saoudiennes.

#### Investissements saoudiens sur le territoire français
La France capte 3 % (829 millions d’euros) des IDE saoudiens dans le monde. 24 sociétés saoudiennes sont implantées en France, généralement le résultat du rachat d’une entité déjà existante. Ces entreprises emploient directement 3 200 personnes pour un chiffre d’affaires cumulé d’environ 350 millions d’euros. Les IDE saoudiens en France sont concentrés dans les secteurs de l’hôtellerie de luxe, des loisirs et de l’agro-alimentaire.

### Dans le domaine militaire
La défense et l'armement ainsi que la sécurité constituent le premier poste de dépense du budget global de l'Arabie saoudite, qui consacre officiellement 10 % de son PIB au budget militaire, en nette augmentation depuis les années 1990. En 2016, 51,9 milliards d' euros sont alloués à ce domaine. L’équipement militaire de l’Arabie saoudite est l’un des plus denses au monde et ses fournisseurs sont principalement les États-Unis, le Royaume-Uni et la France. L’Arabie saoudite est le premier client de la France en termes de contrats militaires. En 2015, la France se classe dixième des partenaires de l'Arabie saoudite avec 2,39 % de part de marché militaire.
Depuis 2013, l'Arabie saoudite est devenue le premier pays fournisseur de pétrole de la France. Le Royaume constitue 18,6 % des importations françaises en matière de pétrole en 2015.
Les livraisons d'armes de la France à l'Arabie saoudite ont porté sur un montant de 900 millions d’euros en 2015, 1 milliard en 2016 et 1,4 milliard en 2017.

### Dans le domaine de l'énergie
En 2006, Saudi Aramco et Total annoncent la signature du projet de construction d’une raffinerie à Al-Jubayl. Grâce à une coentreprise nommée Satorp, chacune des deux parties détient 35 % du capital et les 30 % restants sont introduits en bourse. En 2009, le chantier est lancé à hauteur de 9,6 milliards d’euros. En 2012, le chantier se termine et en 2013 la raffinerie est mise en service. Depuis, la raffinerie traite quotidiennement 400 000 barils de pétrole brut et est devenue l'une des trois raffineries les plus rentables du Canal de Suez,.

## Échanges et coopérations

### Coopération militaire
La France et l'Arabie saoudite entretiennent des relations bilatérales sur le plan militaire qui ont abouti à une coopération soutenue entre les différents corps armés. Celles-ci ont été formalisées en 1982 par un accord qui garantit et encadre le développement de la relation entre les deux ministères de la défense.
En 2012 et 2013, les gouvernements français et saoudiens se rapprochent au sujet de la guerre civile syrienne et du programme nucléaire de l'Iran. Pour contrer l'influence iranienne, ils décident de moderniser et d'équiper l'armée libanaise,.
La France dépêche régulièrement des unités du Commandement des opérations spéciales (COS) en Arabie saoudite pour former les forces spéciales saoudiennes. Elle leur fournit également des équipements tactiques de pointe (lunettes de vision de nuit, jumelles tactiques, véhicules blindés Acmat Bastion Patsas, etc). En mai 2019, les dockers de la Confédération générale du travail refusent d'embarquer des armes à destination de l'Arabie saoudite qu'ils estiment destinées à tuer des civils au Yémen.

### Coopération culturelle et scientifique

#### Services de promotion de la culture
L'Alliance française est présente dans le Royaume d'Arabie saoudite. Les trois centres de l'Association française pour l'avancement des sciences (l’AFAS) succèdent aux centres franco-saoudiens créés dans les années 1990 dans le cadre d’un accord de coopération culturelle entre la France et l'Arabie saoudite signé en 1963. En 2018, ces Alliances françaises sont situées à Riyad, Djeddah et Khobar. L'Alliance française a été reconnue comme centre culturel en 2016 par les autorités saoudiennes.
En 2010, une exposition sur l’art et l’archéologie de l'Arabie saoudite est organisée au Musée du Louvre. Il s'agit de la première fois qu’un État est invité en tant que tel au sein du musée.

#### Universitaires et scientifiques
Les accords bilatéraux de 1963 et 2008 indiquent que la France et l'Arabie saoudite s'encouragent à développer des relations universitaires et scientifiques notamment via des échanges de chercheurs, enseignants et étudiants. Dans le domaine de la santé, un programme de formation de médecins spécialistes, basé sur un accord intergouvernemental signé en 2011, a permis d'accueillir plusieurs centaines de médecins saoudiens depuis 2006. Dans le domaine de la recherche, des partenariats entre les laboratoires français et saoudiens existent dans le secteur de l'agronomie, de la chimie ou encore des biotechnologies.

#### Recherches archéologiques
La France et l'Arabie saoudite ont entrepris une coopération sur le plan archéologique. Le site de Madâin Sâlih a fait l'objet d'une coopération franco-saoudienne qui débute en 2001 pour s'achever en 2005. Ces fouilles ont été l'occasion d’attirer l'attention des autorités saoudiennes sur son patrimoine préislamique et l’occasion de la reconnaissance du travail de recherche français par le prince Sultan ben Salmane al Saoud, alors Secrétaire général de la Haute commission pour le tourisme.
En 2014, une mission archéologique franco-saoudienne révèle des inscriptions considérées comme les plus anciens témoignages de l'alphabet arabe à une centaine de kilomètres de Narjan. Cette découverte datée de l'ère préislamique ferait le lien entre les périodes nabatéenne et arabe. En 2016, une équipe composée de chercheurs du CNRS et des membres de la Commission saoudienne du tourisme et du patrimoine national examinent ensemble des sculptures en forme de chameaux incrustées dans la roche et datant d’environ 2 000 ans découvertes dans la province d'Al Jawf, dans le nord-est de l'Arabie saoudite.

## Tourisme et migrations
Les flux de populations françaises entrant en Arabie saoudite sont majoritairement des travailleurs venant habiter dans le pays et ayant le statut d'expatriés, les visas n'étant disponibles qu'aux ressortissants étrangers jusqu'en 2018 que pour des motifs ayant trait au tourisme religieux ou sur présentation du parrainage d'un Saoudien, d'une société ou d'un organisme officiel. En 2016, près de 17 000 Français obtiennent ainsi des visas pour effectuer le pèlerinage du Hajj. L'Arabie saoudite annonce fin 2017 qu'elle sera en mesure de délivrer des visas touristiques aux non-religieux à partir du premier trimestre 2018. Les visas touristiques ont finalement commencé à être délivrés à partir du 24 septembre 2019.[réf. nécessaire]

## Articles liés
- Politique étrangère de la France
- Relations entre l'Arabie saoudite et l'Union européenne